# Tetraciklini
Tetraciklini su skupina kemijskih spojeva, koji služe kao antibiotici širokog spektra. Razlikujemo tetracikline koje proizvode bakterije roda Streptomyces iz koljena Actinobacteria, te semisintetske dobivene u labaratorijima od prirodnih. Prvi ih je opisao Benjamin Minge Duggar 1948.g.
Tetraciklini: 
- prirodni: tetraciklin, klortetraciklin, oksitetraciklin, demeklociklin
- semi-sintentski: doksiciklin, limeciklin, meklociklin, metaciklin, minociklin, rolitetetraciklin

Tetraciklini djeluju vezajući se na 16S dio 30S podjedinice ribosoma, sprečavajući vezanje transportne RNK. Tako sprečavajući translaciju, a tim je blokirana sinteza proteina u stanici.
Bakterijske stanice mogu razivit i rezistenciju na tetracikline. Čine te mehanizmom inaktivacije enzimima, efluksom i ribosomalnom protekcijom. Inaktivacija enzimom je najrjeđi način u kojemu enzim tetraciklinu dodaje acetilnu skupinu i time ga sprečava u vezivanju. Efluks je stvaranje membranskog proteina koji pumpa tetraciklin izvan stanice. Protekcija ribosoma odvija se na nekoliko mogućih načina: blokirajući vezanje tetraciklina na ribosom; vežući se na ribosom koji sadrži tetraciklin tako da i dalje omogućuju translaciju; vežući se na ribosome izbacujući tetraciklin.
Koriste se u liječenju brojnih infekcija (npr. klamidija, bruceloza, infekcija spirohetama), korisni su u liječenju kožnih bolesti (npr. akne, rosacea). Zbog svoje teratogenosti zabranjeni su u trudnoći, te kod djece.
|  | Molimo pročitajte upozorenje o korištenju medicinskih informacija. Ne provodite liječenje bez savjetovanja s liječnikom! |